# Austromontia formosa
Austromontia formosa is een hooiwagen uit de familie Triaenonychidae. De wetenschappelijke naam van Austromontia formosa gaat terug op Lawrence.